# Labordia venosa
Labordia venosa är en tvåhjärtbladig växtart som beskrevs av Earl Edward Sherff. Labordia venosa ingår i släktet Labordia och familjen Loganiaceae. Inga underarter finns listade i Catalogue of Life.